# Препелай
Препелай (др.-греч. Πρεπέλαος) — военачальник Кассандра и Лисимаха, участник войн диадохов.
Согласно одной из версий, Препелай был братом правителя Македонии Кассандра. Вне зависимости от наличия или отсутствия родственных связей с Кассандром, Препелай был одним из его наиболее близких доверенных лиц. С 315 по 301 годы до н. э. Препелай руководил македонскими войсками в Греции и Малой Азии, а также выполнял ответственные поручения Кассандра.

## Биография
Препелай по происхождению был македонянином. По одной из версий, он принадлежал к македонской знати и являлся сыном наместника Александра Македонского Антипатра и братом правителя Македонии Кассандра. Данная гипотеза основана на предположении Р. Эррингтона, что текст Плутарха «Περὶ φιλαδελφίας» («О братской любви») содержит ошибку. Греческий писатель приводит деятельность брата Кассандра Перилая в качестве примера проявления братской любви. Согласно Плутарху, Перилай мог замещать Кассандра при руководстве войском и принятии решений по внутригосударственным вопросам. Имя Перилая встречается лишь в одном античном источнике. Учитывая влияние братьев при дворе Кассандра, Р. Эррингтон предположил, что Плутарх, либо кто-то из переписчиков оригинального текста ошибся и заменил имя Препелая на Перилая. В таком случае становится понятной причина командования Препелаем войсками Кассандра, а также выполнение им ответственных поручений правителя Македонии. Вне зависимости от наличия или отсутствия родственных связей Препелай в античных источниках представлен одним из наиболее доверенных лиц Кассандра.
Впервые в античных источниках Препелай упомянут в связи с событиями 315/314 года до н. э. в качестве посла от Кассандра к Александру, сыну Полиперхона, на Пелопоннес. Препелай смог убедить Александра покинуть Антигона и перейти на сторону Кассандра. Затем Кассандр отправил Препелая во главе войска на помощь сатрапу Карии Асандру от сил Антигона под командованием Полемея. Экспедиция была неуспешной. Войско отплыло из Пидны в Карию на 36 кораблях. По прибытии Препелай и Асандр отправили Евполема, предположительно подчинённого Препелая, к Каприме с 8 тысячами воинов и 200 всадников, чтобы тот устроил засаду. Однако Полемей вовремя узнал о месторасположении врага и напал на спящий лагерь, в результате чего всё войско, включая Евполема, попало в плен. Предположительно, Препелай после поражения Евполема вернулся в Македонию.
Препелай представлял интересы Кассандра и Лисимаха при переговорах с Антигоном, которые предшествовали подписанию завершившего Третью войну диадохов мирного договора 311 года до н. э. По одной из версий, к тому времени Препелай стал настолько влиятельным, что при переговорах с Антигоном отстаивал некие собственные интересы.
Следующее упоминание Препелая в античных источниках связано с событиями 303/302 года до н. э., когда Деметрий Полиоркет с войском высадился на Пелопоннесе. Препелай в это время руководил македонским гарнизоном в Коринфе. Полиэн приводит детали успешного штурма Деметрием Коринфа. В городе были предатели, которые пообещали Деметрию открыть ворота. Для отвлечения внимания основных сил гарнизона войска Деметрия начали штурм Лехейских ворот. В это же время один из отрядов, не встречая сопротивления, зашёл в город по другой дороге. Гарнизон Препелая бежал в Сисифион и Акрокоринф, но вскоре был вынужден сдаться. Диодор Сицилийский писал, что «Препелай, с позором изгнанный из Коринфа, удалился к Кассандру».
В 302/301 году до н. э. Препелай командовал войсками на стороне Лисимаха, который, согласно Диодору Сицилийскому, предоставил ему 6 тысяч воинов и тысячу всадников для завоевания Ионии и Эолиды в Малой Азии. Историки отмечают странность того, что не самый успешный военачальник Кассандра стал руководить войском Лисимаха. Существует предположение, что в тексте Диодора Сицилийского ошибка и речь идёт о разных персонажах. В. Хеккель, напротив, отмечал, что в случае если Препелай был братом Кассандра, то в таком случае он также был зятем Лисимаха, братом его жены Никеи. И. Г. Дройзен считал, что Кассандр передал ситуативному союзнику Лисимаху часть собственного войска под командованием Препелая. Как бы то ни было в этой кампании Препелаю сопутствовал невероятный успех. Он захватил Адрамиттий, после чего осадил Эфес и вынудил его жителей сдать город. В Эфесе Препелай обнаружил и отпустил домой сто родосских заложников. Также, учитывая неопределённость исхода войны, он предпочёл уничтожить весь флот Эфеса. Также город избежал выплат контрибуций. После этого он вынудил перейти на сторону Лисимаха жителей Теоса и Колофона, а затем разграбил окрестности Эрифр и Клазомен. Диодор Сицилийский подчёркивает, что Препелай не смог захватить эти города так как в них подошли подкрепления под командованием Архестрата. После того военачальник отправился в Сарды, где убедил военачальника Антигона Феникса сдать город. Лишь фрурарх Филипп сохранил верность Антигону и продолжал удерживать цитадель Сард.
Больше в трудах античных историков Препелай нигде не упомянут. По одной из версий, он погиб во время битвы при Ипсе 301 года до н. э., в которой, вероятно, принимал участие. По другой версии, он идентичен Препелаю, который согласно эпиграфическим данным в 287 году до н. э. был удостоен почестей в Дельфах. Однако в таком случае Препелай не был братом Кассандра, так как указанный в надписи человек был сыном не Антипатра, а кого-то, чьё имя начиналось на «Ν».

### Исследования
- Дройзен И. Г. История эллинизма. — Ростов-на-Дону: Феникс, 1995. — Т. 2. — 544 с. — ISBN 5-85880-079-3.
- Светлов Р. В. Пирр и военная история его времени. — СПб.: Изд-во С.-Петерб. ун-та, 2006. — 355 с. — ISBN 5-288-03892-9.
- Billows R. Anatolian Dynasts: The Case of the Macedonian Eupolemos in Karia (англ.) // Classical Antiquity. — University of California Press, 1989. — Vol. 8, no. 2. — P. 173—206. — doi:10.2307/25010904. — JSTOR 25010904.
- Billows R. Antigonos the One-eyed and the Creation of the Hellenistic State (англ.). — Berkeley; Los Angeles; London: University of California Press, 1997. — ISBN 0-520-06378-3.
- Heckel W. Perilaus 2 // Who's Who in the Age of Alexander the Great: Prosopography of Alexander's Empire (англ.). — Malden; Oxford; Carlton: Blackwell Publishing, 2006. — P. 203. — ISBN 1-4051-1210-7.
- Heckel W. Alexander’s Marshals. A study of the Makedonian aristocracy and the politics of military leadership (англ.). — 2nd. — London; New York: Routledge, 2016. — ISBN 978-1-138-93469-6.
- Heckel W. Who's Who in the Age of Alexander and his Successors. From Chaironea to Ipsos (338—301 BC) (англ.). — Barnsley: Greenhill Books, 2021. — 554 p. — ISBN 978-1-78438-648-1.
- Munro J. Arthur R. A Letter from Antigonus to Scepsis, 311 B. C. (англ.) // The Journal of Hellenic Studies. — The Society for the Promotion of Hellenic Studies, 1899. — Vol. 19. — P. 330—340. — doi:10.2307/623857. — JSTOR 623857.
- Ziegler K[нем.]. Prepelaos // Paulys Realencyclopädie der classischen Altertumswissenschaft :  [нем.] / Georg Wissowa. — Stuttgart : J. B. Metzler’sche Verlagsbuchhandlung, 1954. — Bd. XXII, 2. — Kol. 1836—1838.